# Jeldeț, Kameanka-Buzka
Jeldeț (în ucraineană Желдець) este localitatea de reședință a comunei Jeldeț din raionul Kameanka-Buzka, regiunea Liov, Ucraina.

## Demografie
Componența lingvistică a localității Jeldeț
     Ucraineană (99,7%)
     Alte limbi (0,3%)
Conform recensământului din 2001, majoritatea populației localității Jeldeț era vorbitoare de ucraineană (99,7%), existând în minoritate și vorbitori de alte limbi.